# Sporting CP (piłka siatkowa)

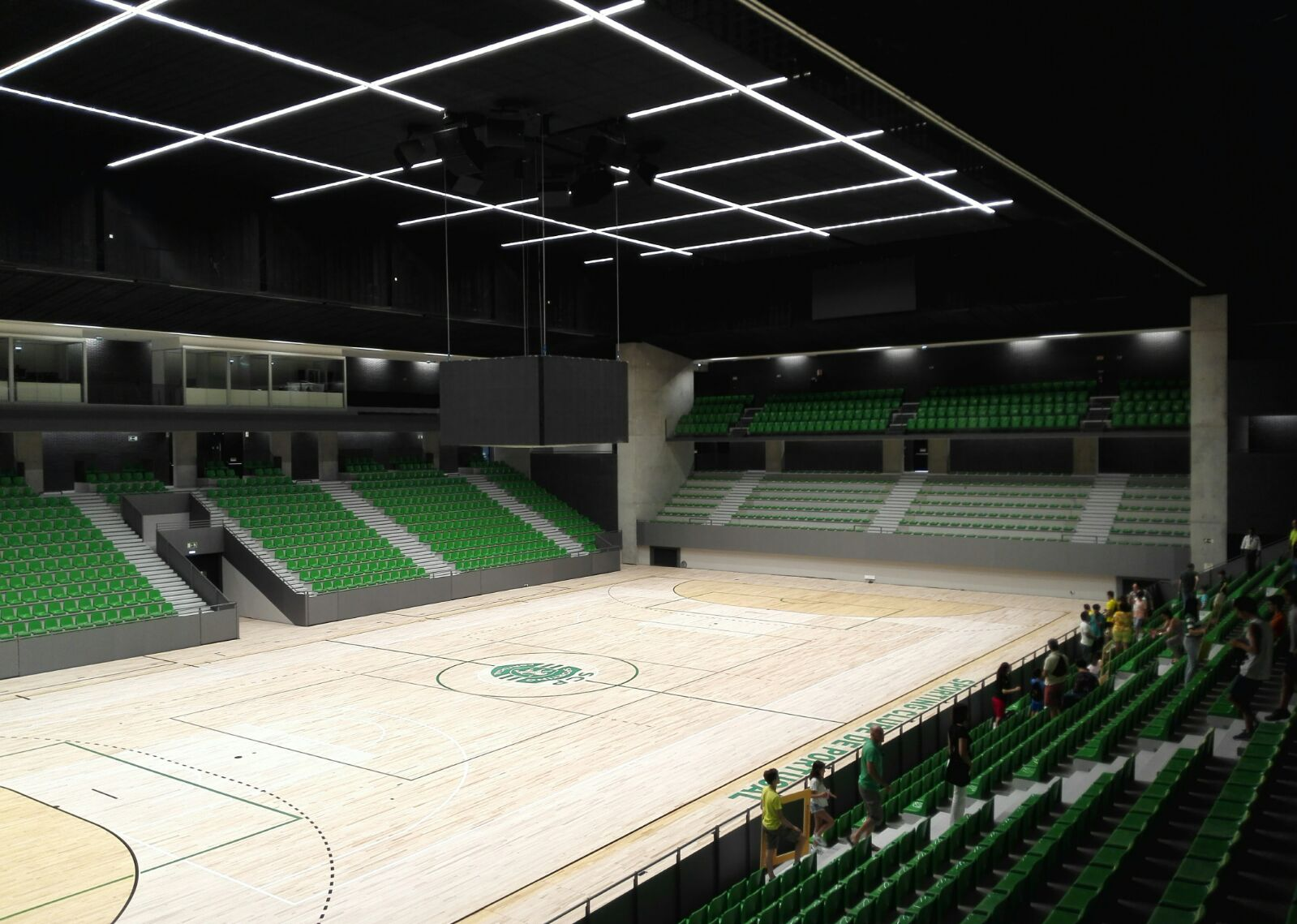
Pavilhão João Rocha - obiekt sportowy klubu Sporting CP

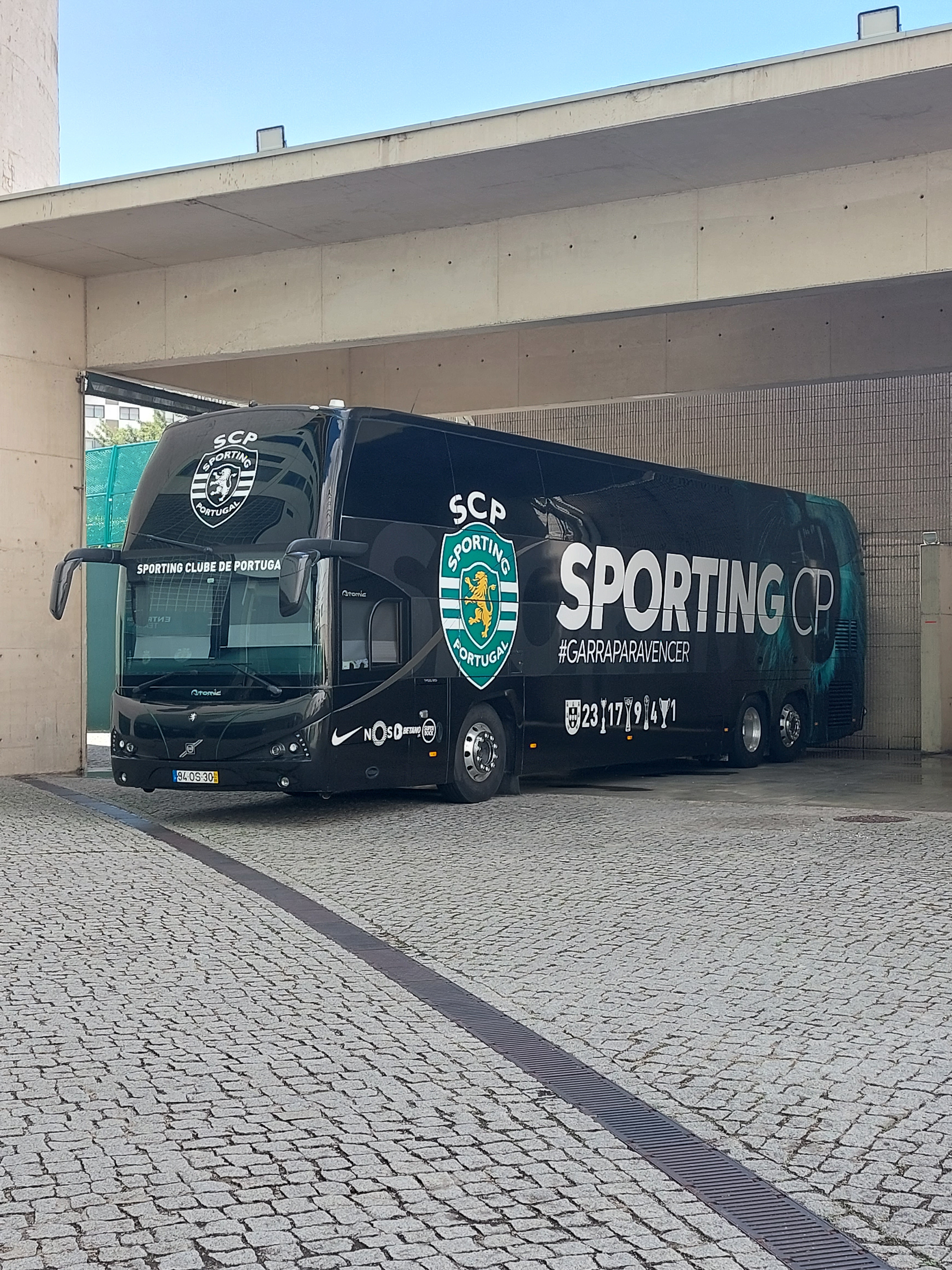
Autokar drużyny na mecze wyjazdowe

Sporting Clube de Portugal – portugalski męski klub siatkarski, powstały w 1906 roku w Lizbonie. 

## Sukcesy[1]
Mistrzostwa Portugalii:
- 1. miejsce (7x): 1954, 1956, 1992, 1993, 1994, 2018, 2025[2]
- 2. miejsce (7x): 1948, 1955, 1991, 1995, 2019, 2022[3], 2024[4]
- 3. miejsce (5x): 1951, 1952, 1957, 2021, 2023[5]

 Superpuchar Portugalii:
- 1. miejsce (4x): 1990, 1991, 1992, 2024[6]

 Puchar Portugalii:
- 1. miejsce (5x): 1991, 1993, 1995, 2021, 2024[7]

## Europejskie puchary[8][9]
| Sezon     | Europejskie puchary              | Osiągnięcie         |
| --------- | -------------------------------- | ------------------- |
| 1973/1974 | Puchar Zdobywców Pucharów        | runda wstępna       |
| 1989/1990 | Puchar Zdobywców Pucharów        | I runda             |
| 1991/1992 | Puchar Zdobywców Pucharów        | 1/8 finału          |
| 1992/1993 | Puchar Europy Mistrzów Klubowych | I runda             |
| 1993/1994 | Puchar Europy Mistrzów Klubowych | I runda             |
| 1994/1995 | Puchar Europy Mistrzów Klubowych | II runda            |
| 2018/2019 | Puchar Challenge                 | 1/2 finału          |
| 2019/2020 | Puchar Challenge                 | awans do 1/2 finału |
| 2020/2021 | Puchar Challenge                 | 1/8 finału          |
| 2021/2022 | Puchar Challenge                 | 1/8 finału          |
| 2022/2023 | Puchar Challenge                 | ćwierćfinał         |
| 2023/2024 | Puchar Challenge                 | 1/16 finału         |
| 2024/2025 | Puchar Challenge                 | półfinał            |

## Kadra

### Sezon 2024/2025[10]
| Nr | Imię i nazwisko             | Data ur. | Wzrost | Pozycja      |
| -- | --------------------------- | -------- | ------ | ------------ |
| 2  | Tiago Pereira               | 1991     | 194    | przyjmujący  |
| 3  | Jan Galabov                 | 1996     | 191    | przyjmujący  |
| 5  | Vinicius Silveira           | 1997     | 192    | przyjmujący  |
| 6  | Kelton Tavares              | 1999     | 194    | środkowy     |
| 7  | Edson Valencia              | 1987     | 197    | atakujący    |
| 8  | Jurij Synycia               | 1993     | 195    | rozgrywający |
| 9  | Martin Licek                | 1995     | 197    | przyjmujący  |
| 10 | Gonçalo Sousa               | 2002     | 178    | libero       |
| 11 | Pedro Abecasis              | 2007     | 188    | przyjmujący  |
| 13 | Tiago Barth                 | 1988     | 209    | środkowy     |
| 14 | Jonas Aguenier              | 1992     | 202    | środkowy     |
| 15 | Leonel Lanção               | 2004     | 193    | przyjmujący  |
| 16 | Breno Silva (od 17.01.2025) | 2001     | 199    | atakujący    |
| 17 | Armando Velásquez           | 1988     | 184    | rozgrywający |
| 20 | Nicolás Perren              | 2005     | 167    | libero       |
| 21 | Mario Quesada Cruz          | 2004     | 206    | atakujący    |
| 22 | Alejandro Vigil             | 1993     | 210    | środkowy     |